# Electroporación irreversible
La electroporación irreversible (IRE) es una técnica de ablación de tejidos blandos que utiliza campos eléctricos ultra cortos, pero efectivos, para crear nanoporos permanentes y, por lo tanto, letales en la membrana celular, para alterar la homeostasis celular. La muerte celular resultante es consecuencia de la apoptosis o la necrosis inducida por la ruptura de la membrana o por la descomposición secundaria de la membrana debido a la transferencia transmembrana de electrolitos y adenosintrifosfato. El principal uso de la IRE radica en la ablación tumoral en regiones en las que la precisión y conservación de la matriz extracelular, del flujo sanguíneo y de los nervios son importantes. La primera generación de IRE para uso clínico, como sistema NanoKnife, se dispuso a uso comercial con fines de investigación en 2009, exclusivamente para la ablación quirúrgica de tumores de tejidos blandos. La ablación de tejido canceroso a través de IRE parece presentar respuestas inmunológicas significativas específicas para el cáncer que están siendo evaluadas actualmente, tanto por sí solas, como combinadas con inmunoterapia contra el cáncer.

## Historia
Las primeras observaciones de los efectos de la IRE se remontan a 1898. Nollet, en las primeras observaciones sistemáticas, informó de la aparición de manchas rojas tanto en piel humana, como animal, que habían estado expuestas a chispas eléctricas. Sin embargo, su uso para la medicina moderna comenzó en 1982 con el influyente trabajo de Neumann y sus compañeros. Se utilizaron campos eléctricos pulsados para permeabilizar temporalmente las membranas celulares con el fin de proporcionar ADN extraño a las células. En la década siguiente, la combinación de campos eléctricos pulsados de alto voltaje con el fármaco quimioterápico, llamado bleomicina; y con ADN, dio como resultado nuevas aplicaciones clínicas: electroquimioterapia y electrotransferencia génica, respectivamente.

## Mecanismo
Uso de campos eléctricos ultra cortos pero muy fuertes, de inducen microporos y nanoporos en las bicapas de fosfolípidos que forman las membranas celulares externas. Pueden producirse dos tipos de daños:
- Electroporación reversible (RE): Se forman vías temporales limitadas para el transporte molecular a través de nanoporos, pero, tras finalizar el pulso eléctrico, el transporte cesa y las células siguen siendo viables. Las aplicaciones médicas son, por ejemplo, la introducción local de medicamentos citotóxicos intracelulares, como la bleomicina (electroporación y electroquimioterapia).
- Electroporación irreversible (IRE): tras cierto grado de daño por electroporación en las membranas celulares, la fuga de contenido intracelular resulta demasiado grave o el proceso de sellado de la membrana celular es demasiado lento. Esto deja las células sanas y/o cancerosas dañadas irreversiblemente. Estas mueren por apoptosis o por vías necróticas inducidas de manera intracelular, única para esta técnica de ablación. Es necesario afirmar que, aunque el método de ablación se acepta generalmente como apoptosis, algunos hallazgos parecen no estar de acuerdo con una muerte celular apoptótica pura, lo que da como resultado que el proceso exacto por el que la IRE causa la muerte celular sea difuso. En cualquier caso, todos los estudios aseguran que la muerte celular es aquella inducida con las células que mueren durante un período que puede variar de horas a días y que no depende del calentamiento extremo local ni de la fusión del tejido mediante deposiciones altamente energéticas, como la mayoría de las tecnologías de ablación (ver ablación por radiofrecuencia, ablación por microondas, ultrasonido focalizado de alta intensidad).
Cuando se aplica un campo eléctrico de más de 0,5 V/Ca al potencial transmembranal en reposo, se supone que el agua entra en la celda durante este colapso dieléctrico. Se forman poros hidrófilos. Una simulación de dinámica molecular llevada a cabo por Tarek ilustra esta propuesta de formación del poro en dos pasos:
Tras la aplicación de un campo eléctrico, las moléculas de agua se alinean en una sola fila y penetran en el centro hidrofóbico de la membrana lipídica de la bicapa.
Estos canales de agua continúan creciendo en longitud y diámetro y se expanden hacia los poros llenos de agua, en cuyo punto están estabilizados por los grupos lipídicos que se desplazan desde la interconexión membranal acuosa hasta el medio de la bicapa. Se propone que, a medida que aumenta el campo eléctrico aplicado, mayor es la perturbación de los grupos de fosfolípidos, que, a su vez, aumenta el número de poros llenos de agua. Todo este proceso puede ocurrir en un lapso de pocos nanosegundos. El tamaño medio de los nanoporos es probablemente específico de cada tipo celular. En hígados porcinos, tienen una media de aproximadamente 340-360 nm, como se demostró con el uso de MEB. Se describió un modo secundario de muerte celular a partir de un colapso de la membrana debido a la transferencia transmembrana de electrolitos y adenosintrifosfato. También se demostró que otros efectos, como el calor o la electrólisis, juegan un papel en los actuales protocolos de pulso IRE aplicados clínicamente.

## Ventajas y desventajas potenciales

### Ventajas de la IRE
- Selectividad del tejido: conservación de estructuras vitales dentro del campo de tratamiento. Su capacidad de preservar estructuras vitales dentro de la zona estabilizada por la IRE. En todos los tejidos hepáticos extirpados mediante IRE, se preservaron correctamente estructuras críticas, como las arterias y venas hepáticas, las venas porta y los conductos biliares intrahepáticos. Con la IRE, la muerte celular sucede por apoptosis. Las estructuras que consisten principalmente en proteínas, como las estructuras vasculares elásticas y colágenas, así como las proteínas de matriz peri-celular, no sufren los efectos de las corrientes. Se conservan las estructuras vitales y de andamiaje (como los grandes vasos sanguíneos, la uretra o las conductos biliares intrahepáticos). La capa eléctricamente aislante de mielina, que rodea las fibras nerviosas, protege, en cierto grado, los fascículos nerviosos de los efectos de la IRE. No se conoce hasta qué punto los nervios permanecen afectados o son capaces de regenerarse.

- Márgenes de la zona de ablación aguda: Se acepta que la zona de transición entre el área electroporada reversible y el área electroporada irreversible afecte solo a unas pocas capas celulares. Considerando que las zonas de transición en las técnicas de ablación basadas, tanto en radiación, como térmicas, son inexistentes. Además, la ausencia del efecto de disipación del calor, que es causa de muchos problemas y fracasos terapéuticos, resulta beneficiosa y aumenta la predictibilidad del campo de tratamiento. Geométricamente, el concepto multielectrodo habilita campos de tratamiento más bien complejos.

- Ausencia de necrosis inducida térmicamente: La duración relativa al tiempo del pulso corto entre los pulsos previene el efecto joule en el tejido. En consecuencia, debido al diseño, no cabe esperar ningún daño en las células necróticas (excepto por la posibilidad de una aproximación cercana a la aguja). Por lo tanto, la IRE no tiene ninguno de los efectos secundarios típicos a corto y largo plazo asociados con la necrosis.

- Duración corta del tratamiento: Un tratamiento estándar dura menos de 5 minutos. Esto no incluye que la colocación posiblemente complicada de electrodos pueda requerir el uso de muchos electrodos y la reposición de algunos de ellos durante el procedimiento.

- Monitorización en tiempo real: El volumen del tratamiento puede visualizarse en cierto grado, tanto durante como después del tratamiento. Los posibles métodos de visualización son ultrasonido, IRM y TC.
- Respuesta inmunológica: parece que la IRE provoca una respuesta inmunológica más fuerte que otros métodos de ablación que se están estudiando actualmente para su uso en combinación con enfoques inmunoterapéuticos del cáncer.

### Desventajas de la IRE
- Contracciones musculares fuertes: Los fuertes campos eléctricos creados por IRE, debido a la estimulación directa de la sinapsis neuromuscular, causan fuertes contracciones musculares que requieren anestesia especial y parálisis corporal total.

- Ablación incompleta dentro de tumores localizados: El umbral original de células para IRE fue aproximadamente 600 V/cm con 8 pulsos, una duración del pulso de 100 μs, y una frecuencia de 10 Hz. Más tarde, Qin et al. descubrieron que, incluso a 1 300 V/cm con 99 pulsos, con una duración de 100 μs y 10 Hz, todavía había islas de células tumorales viables dentro de regiones extirpadas. Esto indica que el tejido tumoral puede responder de manera diferente a la IRE que el parénquima sano. El mecanismo de muerte celular tras el uso de IRE depende de la apoptosis celular, que resulta de la formación de poros en la membrana celular. Las células tumorales, conocidas por ser resistentes a las vías apoptóticas, pueden requerir umbrales más altos de energía para ser tratadas adecuadamente. Sin embargo, la recidiva evaluada en estudios clínicos sugiere un índice de recidiva bastante bajo y una supervivencia global superior cuando se compara con otras modalidades de ablación.

- Entorno local: La conductividad del entorno local influye fuertemente en los campos eléctricos de IRE. La presencia de metal, por ejemplo, con endoprótesis biliares, puede provocar varianzas en la deposición de energía. Varios órganos, como los riñones, también están sujetos a zonas de ablación irregulares, debido al aumento de la conductividad de la orina.

## Uso en la práctica médica
Se colocan varios electrodos con forma de agujas largas alrededor del volumen blanco. El punto de penetración de los electrodos se elige según condiciones anatómicas. La creación de imágenes es esencial para la colocación y puede lograrse mediante ultrasonido, formación de imágenes por resonancia magnética o tomografía. Después, las agujas se conectan al generador IRE, que luego procede a construir secuencialmente una diferencia potencial entre dos electrodos. La geometría del campo de tratamiento IRE se calcula en tiempo real y puede ser influenciada por el usuario. Dependiendo del campo de tratamiento y del número de electrodos utilizados, la ablación dura entre 1 y 10 minutos. En general, se administran relajantes musculares, ya que, incluso bajo anestesia general, la excitación de la placa motora induce fuertes contracciones musculares.
Parámetros típicos (sistema IRE de 1ª generación):
- Número de pulsos por tratamiento: 90
- Longitud del pulso: 100 μs
- Intermitencia entre pulsos: 100 a 1000 ms
- Fuerza de campo: 1 500 volt/cm
- Corriente: Ca. 50 A (tejido y geometría dependientes)
- Volumen máximo de ablación usando dos electrodos: 4 × 3 × 2 cm³. Los campos eléctricos fuertes y poco pulsados se inducen a través de electrodos finos, estériles y desechables. Las posibles diferencias son calculadas y aplicadas por un sistema informático entre estos electrodos conforme a un campo de tratamiento previamente planificado.
Un dispositivo específico para el procedimiento de IRE es el sistema NanoKnife, fabricado por AngioDinamics, que recibió la autorización de la FDA 510k el 24 de octubre de 2011. El sistema NanoKnife también ha recibido una exención de dispositivo de investigación (EDI) de la FDA, que permite a AngioDynamics llevar a cabo ensayos clínicos mediante el uso de este dispositivo. El sistema Nanoknife transmite una corriente directa de baja energía desde un generador a los sensores del electrodo colocados en los tejidos diana para la ablación quirúrgica de tejidos blandos. En 2011, AngioDynamics recibió una carta de advertencia de la FDA por promocionar el dispositivo con unas indicaciones para las que no había recibido aprobación. En 2013, el Instituto Nacional de Salud y Excelencia Clínica del Reino Unido publicó una guía que todavía no ha establecido la seguridad y la eficacia del uso de la electroporación irreversible del tratamiento de diversos tipos de cáncer. Se están desarrollando nuevas generaciones de sistemas de ablación basados en electroporación específicos para abordar las deficiencias de la primera generación de IRE, pero, en junio de 2020, ninguna de las tecnologías está disponible como dispositivo médico.

## Datos clínicos
Los sistemas de órganos potenciales en los que la IRE podría tener un impacto significativo debido a sus propiedades, como el páncreas, el hígado, la próstata y el riñón, fueron el foco principal de los estudios enumerados en la Tabla 1 -3 (estado: junio 2020).
Ninguno de los posibles sistemas orgánicos que pueden ser tratados por diversas afecciones y tumores están cubiertos por ensayos multicéntricos aleatorios o seguimientos a largo plazo (estado: junio de 2020).

### Hígado
La IRE hepática parece ser segura, incluso cuando se realiza cerca de vasos y vías biliares con un índice general de complicaciones del 16 %, estando la mayoría de ellas relacionadas con la aguja (neumotórax y hemorragia). El estudio COLDFIRE-2, con 50 pacientes, mostró una supervivencia del 76 % sin progresión tumoral local tras un año. Aunque aún no hay estudios que comparen la IRE con otras terapias ablativas, las ablaciones térmicas han demostrado una mayor eficacia en esa materia con alrededor del 96 % de supervivencia libre de progresión. Allí, Bart et al., concluyeron que la IRE debería utilizarse actualmente solo para tumores verdaderamente irresecables y no tratables.

### Páncreas
Las tasas generales de supervivencia en los estudios sobre el uso de IRE para el cáncer de páncreas proporcionan un final invariable y alentador, y muestran un efecto beneficioso añadido de IRE en comparación con el tratamiento quimioterapéutico estándar con FOLFIRINOX (una combinación de 5-fluorouracilo, leucovorina, irinotecán y oxaliplatino) (mediana OS, 12-14 meses). Sin embargo, parece que la IRE resulta más eficaz combinado con terapia sistémica y no se sugiere como tratamiento de primera línea. A pesar de que la IRE hace que la terapia de reducción de masa tumoral para la PALC sea llevadera por primera vez, sigue siendo, en su estado actual, un procedimiento de alto riesgo con grandes efectos secundarios que solo es justificable con la alta mortalidad y la falta de alternativas.

### Próstata
El concepto de tratamiento del cáncer de próstata con IRE fue propuesto por Gary Onik y Boris Rubinsky en 2007. Con frecuencia, los carcinomas de próstata se localizan cerca de estructuras sensibles que pueden resultar dañadas permanentemente por tratamientos térmicos o radioterapia. La aplicabilidad de los métodos quirúrgicos suele estar limitada por la accesibilidad y precisión. La cirugía también está asociada con un largo tiempo de cicatrización y una índice alto de efectos secundarios. Con el uso de la IRE, la uretra, la vejiga, el recto, el haz neurovascular y el esfínter urinario inferior pueden incluirse potencialmente en el campo del tratamiento sin crear daños (permanentes).
La IRE se lleva usando contra el cáncer de próstata desde 2011, parcialmente, en forma de ensayos clínicos, atención compasiva o enfoque de tratamiento individualizado. En cuanto a todas las demás tecnologías de ablación y también la mayoría de los métodos convencionales, ningún estudio utilizó un enfoque aleatorio multicéntrico o la mortalidad específica por cáncer como objetivo. La mortalidad específica por cáncer o la supervivencia general son notoriamente difíciles de evaluar en el cáncer de próstata, ya que los ensayos requieren más de una década y, por lo general, se realizan varios tipos de tratamiento durante años, lo que dificulta cuantificar ventajas específicas de supervivencia del tratamiento. Así, generalmente, los resultados de los tratamientos basados en ablación y los tratamientos focales suelen utilizar como punto final las recidivas locales y el resultado funcional (calidad de vida). En ese sentido, los resultados clínicos recogidos hasta ahora y mencionados en la tabla 3 muestran resultados alentadores y exponen la IRE como un tratamiento seguro y eficaz (al menos para ablación focal), pero todos justifican estudios posteriores. La cohorte más grande presentada por Guenther et al., con un seguimiento de hasta 6 años, se limita como un análisis retrospectivo heterogéneo y como un ensayo clínico imposible. Por lo tanto, a pesar de que varios hospitales de Europa han estado empleando el método durante muchos años con una clínica privada, incluso tras anotar más de mil tratamientos hasta junio de 2020, no se recomienda actualmente la IRE como tratamiento para el cáncer de próstata.

### Riñón
Mientras que la cirugía renal parcial es el tratamiento estándar de referencia para las masas renales pequeñas y malignas, las terapias ablativas se consideran una opción viable en pacientes que son candidatos quirúrgicos. La ablación por radiofrecuencia (ARF) y la crioablación se han utilizado desde la década de 1990; sin embargo, en lesiones mayores de 3 cm, su eficacia es limitada. Las nuevas modalidades de ablación, como la IRE, la ablación con microondas (AMO) y el ultrasonido focalizado de alta intensidad, pueden ayudar a superar las dificultades en el tamaño del tumor. Los primeros estudios en humanos han demostrado la seguridad de IRE para la ablación de masas renales; sin embargo, la eficacia de la IRE a través de un examen histopatológico de un tumor renal extirpado en humanos no se conoce todavía . Wagstaff et al., tienen la intención de investigar la seguridad y la eficacia de la ablación con IRE de masas renales y evaluar la eficacia de la ablación mediante el uso de RM y contrastes ecográficos. De acuerdo con el protocolo prospectivo diseñado por los autores, los pacientes tratados posteriormente serán sometidos a una nefrotomía radical para evaluar el éxito de ablación de la IRE. Estudios prospectivos de fase 2 posteriores mostraron buenos resultados en términos de seguridad y viabilidad para masas renales pequeñas, pero la cohorte fue limitada en número (7 y 10 pacientes, respectivamente), por lo que la eficacia todavía no está suficientemente determinada. La IRE parece segura para masas renales pequeñas de hasta 4 cm. Sin embargo, el consenso es que la evidencia actual sigue siendo insuficiente en calidad y cantidad.

### Pulmón
En un ensayo clínico prospectivo, de estudio único, multicéntrico y en fase II de ensayo clínico, se evaluó la seguridad y eficacia de la IRE en cánceres de pulmón. El ensayo incluyó pacientes con enfermedades malignas pulmonares primarias y secundarias y función pulmonar conservada. La eficacia esperada no se cumplió en el análisis intermedio y el ensayo fue detenido de manera prematura. Las complicaciones incluyeron neumotórax (11 de 23 pacientes), hemorragia alveolar que no resultó en hemoptisis significativa, y se encontró diseminación en la vía de la aguja en 3 casos (13 %). Se observó progresión de la enfermedad en 14 de 23 pacientes (61 %). Se observó la enfermedad estable en 1 (4 %), remisión parcial en 1 (4 %) y remisión completa en 7 pacientes (30 %). Los autores concluyeron que la IRE no es eficaz para el tratamiento de las neoplasias malignas pulmonares. Asimismo, se han observado resultados deficientes en otros estudios. Un obstáculo importante de la IRE en el pulmón es la dificultad para colocar los electrodos; colocar las sondas en alineación paralela es complicado debido a la interposición de costillas. Además, las zonas de ablación planificadas y reales en el pulmón son radicalmente distintas debido a las diferencias de conductividad entre el tumor, el parénquima pulmonar y el aire.

### Arterias coronarias
Maor et al. han demostrado la seguridad y la eficiencia de la IRE como modalidad de ablación para células musculares lisas en las paredes de grandes vasos en ratas. Por lo tanto, la IRE se ha sugerido como tratamiento preventivo para la restenosis coronaria tras una intervención coronaria percutánea.

### Venas pulmonares
Numerosos estudios en animales han demostrado la seguridad y eficacia de la IRE como modalidad de ablación no térmica para venas pulmonares en el contexto del tratamiento de la fibrilación auricular. Las ventajas de la IRE en comparación con la ablación de insuficiencia respiratoria y la crioablación son: área de ablación bien definida y la falta de daño térmico periférico. Por lo tanto, la IRE se ha sugerido como parte del tratamiento novedoso para la fibrilación auricular.

### Otros órganos
La IRE también ha sido investigado en ojos humanos ex vivo para el tratamiento del melanoma uveal y en cáncer de tiroides. Se han realizado ablaciones exitosas en animales de tumores para cáncer de pulmón, cerebro, corazón, piel, hueso, cabeza y cuello, y vasos sanguíneos.
- Datos: Q17164846